# Psilanthus leroyi
Psilanthus leroyi là một loài thực vật có hoa trong họ Thiến thảo. Loài này được Bridson miêu tả khoa học đầu tiên năm 1982.